# Нагрудный знак морской артиллерии
Нагрудный военный знак морской артиллерии (нем. Kriegsabzeichen fur die Marine-Artillerie) — немецкий нагрудный знак, учрежденный гроссадмиралом Эрихом Редером 24 июня 1941 года.

## История появления на свет
Военно-морские артиллеристы ВМф Германии были ответственны за защиту береговых границ Рейха от нападений с воздуха и моря. 24 июня 1941 года был учреждён нагрудный знак для отдельных артиллеристов, а также для расчётов орудий за успешное противодействие вражеским ВВС и ВМС.

## Описание
Знак имел золочёный цинковый венок из дубовых листьев, внутри которого помещалось позолоченное изображение морского берегового орудия (ствол выходил за пределы венка), а над ним — имперский орёл (с опущенными крыльями). Носился на левой стороне ниже Железного креста 1-го класса. Знак крепился на булавке. Внешний вид разработан берлинским художником Отто Плачеком. Правом награждать знаком обладали командующие адмиралы. Размеры ок. 41×53 мм.

## Дополнительные основания награждения
28 января 1942 года была установлена особая шкала, по которой военнослужащие должны были набрать 8 баллов, необходимые для получения знака:
- за поражение воздушных целей из зенитного орудия — 2 балла
- за поражение воздушных целей силами нескольких артиллерийских расчётов — 1 балл
- за попадание из крупнокалиберного орудия — 0.5 балла
- за своевременное обнаружение вражеских самолётов или кораблей, путём радиоперехвата — 0.5 балла
- за своевременное обнаружение вражеских самолётов расчётом прожекторов — 0.5 балла
- за умелое управление артиллерийским огнём — 0.5 балла

## Степени
Имел всего одну степень.